# الثفراء (مبين)

تعديل مصدري - تعديل

الثفراء هي إحدى قرى عزلة مبين بمديرية مبين التابعة لمحافظة حجة، بلغ تعداد سكانها 293 نسمة حسب تعداد اليمن لعام 2004.